# Emerita (Schwester des Luzius von Chur)

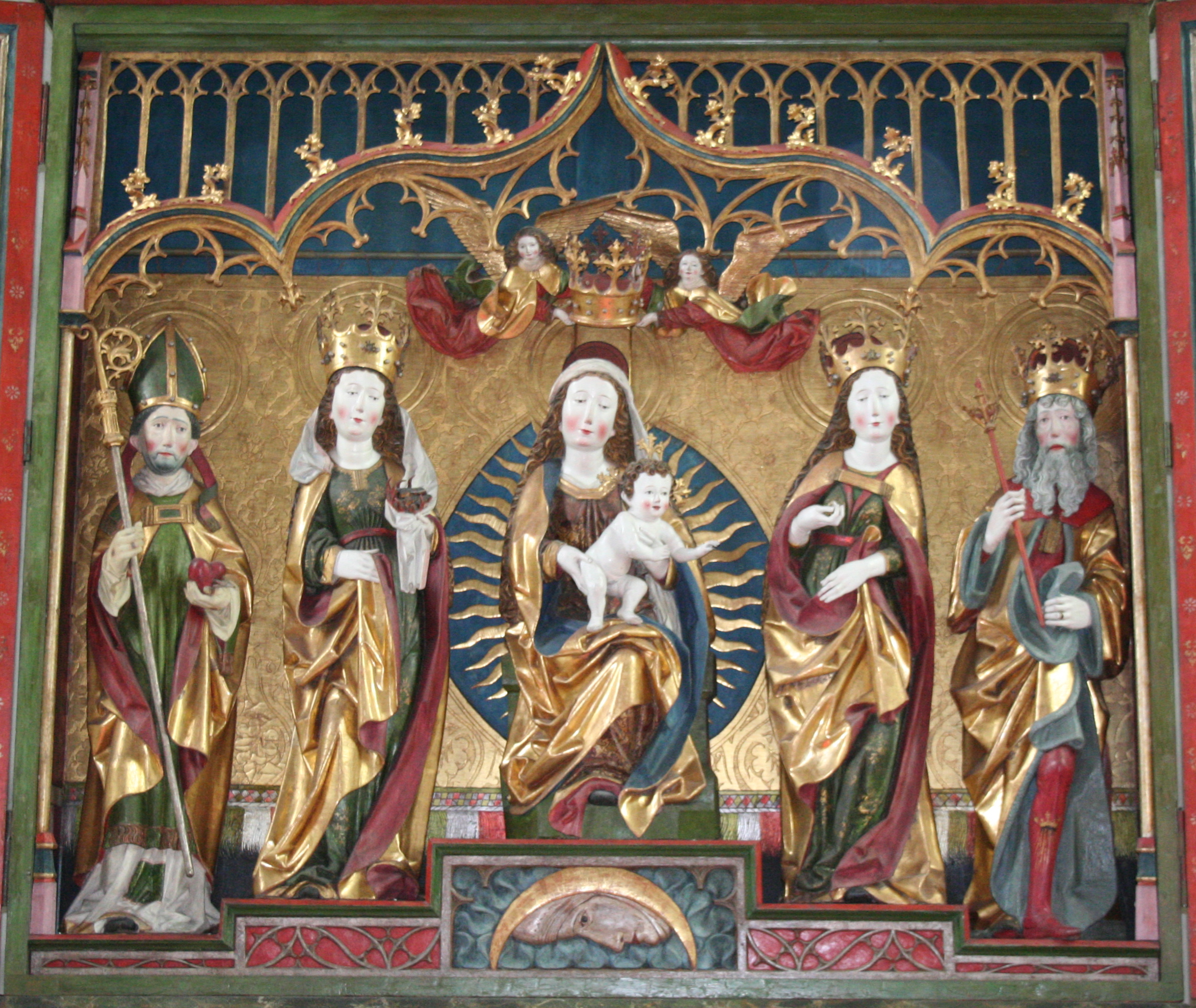
In der Mitte thront die Muttergottes mit dem Jesuskind, zu ihrer Rechten der heilige Augustinus und die heilige Emerita – zur Linken der heilige Luzius sowie eine unbekannte Heilige.

Die Heilige Emerita (* 26. Mai ?; † bei Trimmis) war nach Legenden die  Schwester des englischen Königs Luzius von Chur. Sie folgte ihm nach Chur im heutigen Kanton Graubünden, um ebenfalls das Evangelium zu verkünden, und erlitt dort das Martyrium durch den Feuertod.
Eine plastische Darstellung der Heiligen Emerita aus dem Ende des 15. Jahrhunderts findet sich in Chur sowohl im Hochaltar der Kathedrale St. Maria und Michael als auch im dortigen Lucius-Altar von 1511. Sie trägt eine Krone und einen Mantel mit Spange, dazu einen dürren Ast als Zeichen ihres Todes.
Vor dem Zweiten Vatikanischen Konzil wurde der 26. Mai, der Geburtstag der Hl. Emerita, als ihr Gedenktag gefeiert. Nach dem Konzil ist kein Gedenktag mehr für einen Heiligen an diesem Datum eingetragen.
Im Ökumenischen Heiligenlexikon wird ihr Gedenktag mit dem 4. Dezember angegeben.